# 500-Meilen-Rennen von Road America 1980

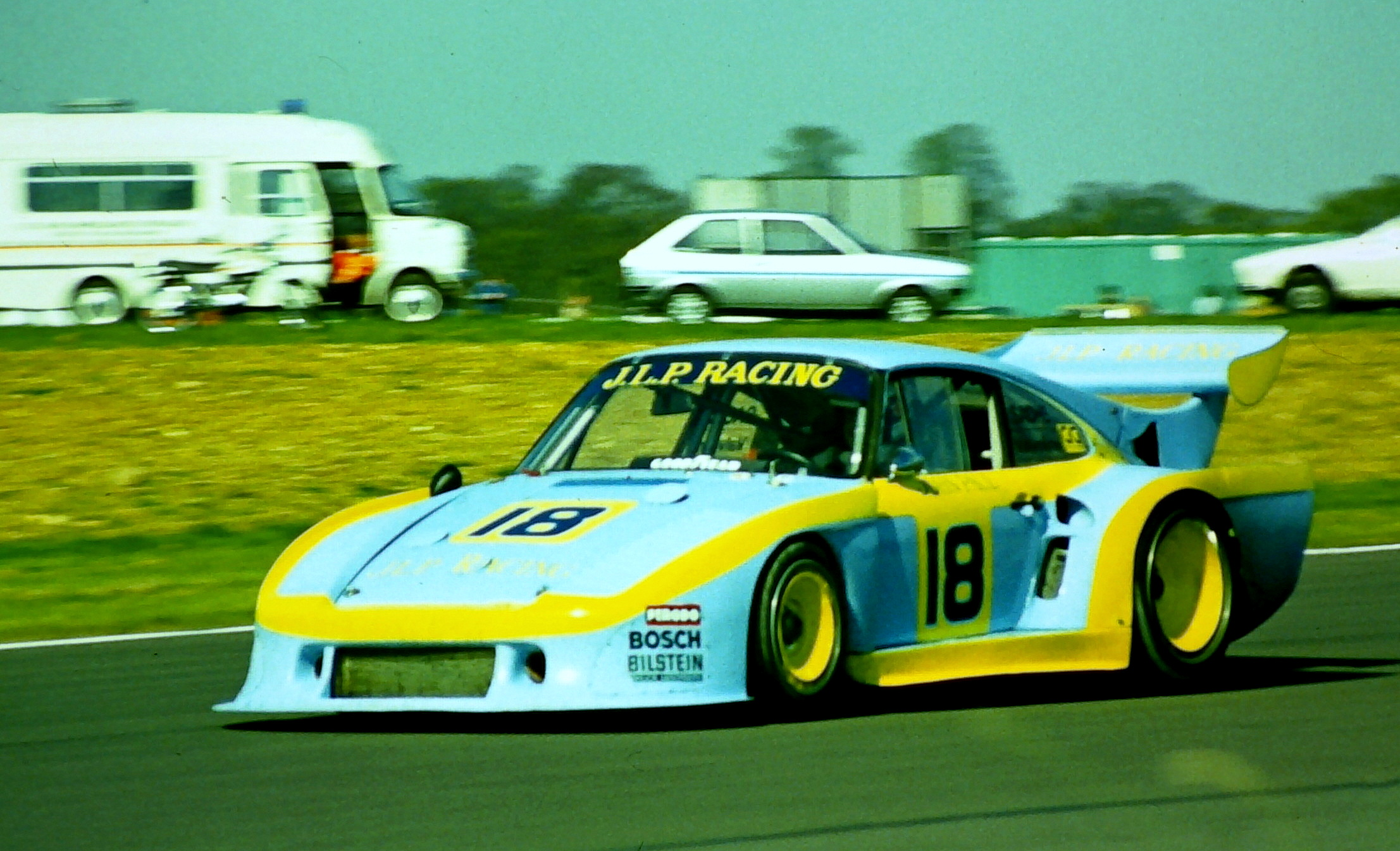
Der Siegerwagen: Porsche 935 JLP-2 mit der Startnummer 18

Das 500-Meilen-Rennen von Road America 1980, auch Road America Pabst 500 (IMSA GT Series), Road America, Elkhart Lake, fand am 31. August auf der Rennbahn von Road America statt und war der 14. Wertungslauf der Sportwagen-Weltmeisterschaft dieses Jahres.

## Das Rennen
Das IMSA-Rennen in Elkhart Lake war 1980 der letzte Wertungslauf, der ausschließlich zur Fahrerwertung der Weltmeisterschaft zählte. Die ersten fünf Ränge der Gesamtwertung nahmen Rennwagen des Porsche-Modells 935 ein, mit dem 935 JLP-2 von John Paul junior und senior an der Spitze des Klassements. Durch den Gesamtsieg gewann John Paul senior auch die World-Challenge der Langstreckenfahrer.

## Ergebnisse

### Schlussklassement
| 1               | GTX | 18 | JLP Racing                 | John Paul junior John Paul senior             | Porsche 935 JLP-2   | 125 |
| 2               | GTX | 6  | Dick Barbour Racing        | John Fitzpatrick Dick Barbour                 | Porsche 935K3/80    | 125 |
| 3               | GTX | 9  | Dick Barbor Racing         | Bobby Rahal Bob Garretson                     | Porsche 935K3       | 122 |
| 4               | GTX | 09 | Preston Henn               | Dale Whittington Preston Henn                 | Porsche 935K3       | 121 |
| 5               | GTX | 5  | Racing Associates          | Brian Redman Bob Akin Paul Miller             | Porsche 935K3       | 120 |
| 6               | GTX | 25 | Red Lobster Racing         | Dave Cowart Kenper Miller                     | BMW M1              | 115 |
| 7               | GTX | 44 | JRT Quaker State           | Bob Tullius Bill Adam                         | Triumph TR8         | 115 |
| 8               | GTU | 83 | Electramotive              | Don Devendorf Tony Adamowicz                  | Datsun 280ZX        | 114 |
| 9               | GTO | 64 | Alan Johnson Racing        | Dennis Aase Bob Bergstrom                     | Porsche 911         | 113 |
| 10              | GTO | 54 | Montura Racing             | Terry Herman Tony Garcia                      | Porsche Carrera RSR | 113 |
| 11              | GTU | 7  | Racing Beat                | Walt Bohren Jeff Kline                        | Mazda RX-7          | 113 |
| 12              | GTU | 73 | Z & W Enterprises          | Ernesto Soto Pierre Honegger                  | Mazda RX-7          | 111 |
| 13              | GTO | 91 | Framm Promotions           | Roger Schramm Ted Klingt Werner Frank         | Porsche Carrera RSR | 111 |
| 14              | GTU | 32 | George Alderman Racing     | Brett Lunger George Alderman                  | Datsun 240Z         | 111 |
| 15              | GTX | 30 | Momo Penthouse Electrodyne | Giampiero Moretti Jim Busby                   | Porsche 935J        | 110 |
| 16              | GTO | 56 | Peerless Racing Ent.       | Craig Carter Murray Edwards                   | Chevrolet Camaro    | 107 |
| 17              | GTO | 68 | Mendez Racing              | Luis Méndez Jaime Rodriguez                   | Porsche Carrera RSR | 103 |
| 18              | GTU | 34 | Drolsom Racing             | George Drolsom Bill Johnson                   | Porsche 911         | 101 |
| 19              | GTU | 82 | Trinity Racing             | John Casey Steve Diertrich                    | Mazda RX-7          | 101 |
| 20              | GTU | 66 | Jack Dunham                | Jack Dunham John Maffucci                     | Mazda RX-7          | 100 |
| 21              | GTU | 24 | Corp Racing Ltd.           | Doug Grunnet Glen Johnson                     | Mazda RX-7          | 99  |
| 22              | GTO | 84 | Rainbow Racing Ent.        | Dave Rein Richard Rosenmerkel                 | Chevrolet Camaro    | 98  |
| 23              | GTO | 75 | Dale Kreider Racing        | Billy Hagan Dale Kreidler                     | Chevrolet Corvette  | 96  |
| 24              | GTU | 38 | John Buchinger             | Jack Buchinger Michael Guffey                 | Datsun 280ZX        | 96  |
| 25              | GTX | 49 | James I. Moyer             | Jim Moyer Phil Patte                          | Chevrolet Corvette  | 84  |
| 26              | GTU | 52 | Personalized Autohaus      | Wayne Baker Jeff Scott                        | Porsche 914/6       | 83  |
| 27              | GTU | 23 | Raytown Datsun             | Dick Davenport Frank Carney                   | Datsun 280ZX        | 83  |
| 28              | GTO | 37 | Bard Boand Racing          | Bard Boand Ray Irwin                          | Chevrolet Corvette  | 57  |
| Ausgefallen     |     |    |                            |                                               |                     |     |
| 29              | GTX | 0  | Interscope Racing          | Ted Field Milt Minter                         | Porsche 935K3/80    | 100 |
| 30              | GTU | 57 | Performance Porsche        | Karen Erstad Pat Daily                        | Porsche 914/6       | 89  |
| 31              | GTO | 48 | Dynasales                  | John Carusso Phil Currin                      | Chevrolet Corvette  | 80  |
| 32              | GTX | 80 | Maurice Carter             | Richard Valentine Maurice Carter              | Chevrolet Camaro    | 79  |
| 33              | GTO | 41 | Corvettes Unlimited        | Rusty Schmidt Dan Schott                      | Chevrolet Corvette  | 63  |
| 34              | GTU | 62 | Koll Motor Sports          | Bill Koll Jim Cook                            | Porsche 911         | 58  |
| 35              | GTO | 02 | Paul Canary                | Paul Canary Jim Sanborn                       | Chevrolet Corvette  | 48  |
| 36              | GTX | 19 | Chris Cord Racing          | Chris Cord Jim Adams                          | Chevrolet Monza     | 45  |
| 37              | GTX | 86 | Bayside Disposal Racing    | Hurley Haywood Bruce Leven                    | Porsche 935/80      | 40  |
| 38              | GTX | 46 | De Narváez Enterprises     | Mauricio de Narváez Albert Naon Tony Garcia   | Porsche Carrera RSR | 38  |
| 39              | GTX | 33 | Trinity Racing             | Sam Posey Paul Newman                         | Datsun 280ZX Turbo  | 38  |
| 40              | GTU | 81 | Trinity Racing             | Tom Winters Jim Mullen                        | Mazda RX-7          | 36  |
| 41              | GTO | 87 | Ronald Drew                | Ronald Drew John Staab Bill Porter            | Chevrolet Corvette  | 35  |
| 42              | GTU | 85 | John Hulen                 | Ron Coupland John Hulen                       | Porsche 914/6       | 30  |
| 43              | GTU | 40 | Southard Motor Racing      | Mark Altman Steve Southard Gary Altman        | Porsche 914/6       | 17  |
| 44              | GTX | 20 | Chris Cord Racing          | Bruce Jenner Rick Knoop                       | Chevrolet Monza     | 13  |
| 45              | GTO | 78 | Howey Farms                | Clark Howey Dale Koch                         | Chevrolet Camaro    | 12  |
| 46              | GTU | 8  | Anatoly Arutunoff          | Anatoly Arutunoff José Marina                 | Lancia Stratos      | 10  |
| 47              | GTX | 07 | Heimrath Racing            | Ludwig Heimrath senior Ludwig Heimrath junior | Porsche 935         | 10  |
| 48              | GTU | 29 | Cronin Racing Ent.         | Tom Cronin Ken Boldt                          | Fiat 128            | 7   |
| 49              | GTU | 47 | Brad Frisselle Racing      | Brad Frisselle Roger Mandeville               | Mazda RX-7          | 4   |
| 50              | GTO | 14 | B.R. Racing Team           | Mark Leuzinger Mike Van der Werff             | De Tomaso Pantera   | 2   |
| Nicht gestartet |     |    |                            |                                               |                     |     |
| 51              | GTX | 00 | Interscope Racing          | Ted Field Milt Minter                         | Porsche 935/77A     | 1   |
| 52              | GTO | 01 | Don Yenko                  | Don Yenko Gene Rutherford                     | Oldsmobile Cutlass  | 2   |
| 53              | GTO | 03 | Toyota Village             | Werner Frank Carlos Moran                     | Porsche 935         | 3   |
| 54              | GTO | 31 | Midwest Team Corvette      | Larry Trotter Larry Voit                      | Chevrolet Corvette  | 4   |
| 55              | GTX | 76 | Arrow Heating Co.          | Joe Chamberlain John Chamberlain              | Chevrolet Corvette  | 5   |

1 starteten im Wagen mit der Startnummer 0
2 nicht gestartet
3 Unfall im Training
4 nicht gestartet
5 nicht gestartet

### Nur in der Meldeliste
Hier finden sich Teams, Fahrer und Fahrzeuge, die ursprünglich für das Rennen gemeldet waren, aber aus den unterschiedlichsten Gründen daran nicht teilnahmen.
| Pos. | Klasse | Nr. | Team                   | Fahrer                       | Chassis            |
| ---- | ------ | --- | ---------------------- | ---------------------------- | ------------------ |
| 56   | GTX    | 3   | Coors Cox Ocean Motors | Jim Busby                    | Porsche 935M16     |
| 57   | GTX    | 4   | Dick Barbour Racing    | Skeeter McKitterick          | Porsche 935K3      |
| 58   | GTU    | 17  | Racing Beat            | Jeff Kline                   | Mazda RX-7         |
| 59   | GTX    | 68  | USA Racing             | Richard Valentine Dave Heinz | Chevrolet Corvette |
| 60   | GTO    | 71  | Keirn Garage           | Philip Keirn                 | Chevrolet Corvette |

### Klassensieger
| Klasse | Fahrer           | Fahrer           | Fahrzeug          | Platzierung im Gesamtklassement |
| ------ | ---------------- | ---------------- | ----------------- | ------------------------------- |
| GTX    | John Paul junior | John Paul senior | Porsche 935 JLP-2 | Gesamtsieg                      |
| GTO    | Bob Tullius      | Bill Adam        | Triumph TR8       | Rang 7                          |
| GTU    | Don Devendorf    | Tony Adamowicz   | Datsun 280ZX      | Rang 8                          |

### Renndaten
- Gemeldet: 60
- Gestartet: 50
- Gewertet: 28
- Rennklassen: 3
- Zuschauer: unbekannt
- Wetter am Renntag: warm und trocken, leichter Regen am Rennende
- Streckenlänge: 6,437 km
- Fahrzeit des Siegerteams: 4:59:48,990 Stunden
- Gesamtrunden des Siegerteams: 125
- Gesamtdistanz des Siegerteams: 804,672 km
- Siegerschnitt: 161,033 km/h
- Pole Position: Bobby Rahal – Porsche 935K3 (#9) – 2:12,628
- Schnellste Rennrunde: John Fitzpatrick – Porsche 935K3/80 (#6) – 2:12,970 = 174,284 km/h
- Rennserie: 13. Lauf zur Sportwagen-Weltmeisterschaft 1980